# Dave Charlton
Dave Charlton (n. 27 octombrie 1936, Brotton⁠(d), Skelton and Brotton⁠(d), Anglia, Regatul Unit – d. 24 februarie 2013, Johannesburg, Africa de Sud) a fost un pilot de Formula 1.